# Symphurus billykrietei
Symphurus billykrietei es una especie de pez de la familia Cynoglossidae en el orden de los Pleuronectiformes.

## Distribución geográfica
Se encuentran en el  Atlántico noroccidental.